# Niedubrowo
Niedubrowo (ros. Недуброво) – wieś w Rosji, w rejonie kiczmiengsko-gorodieckim obwodu wołogodzkiego. W 2010 r. liczyła 21 mieszkańców.